# Stasi
La Stasi, abreviació de Ministerium für Staatssicherheit (Ministeri de Seguretat Estatal) fou el servei secret per a l'interior i l'estranger de la República Democràtica d'Alemanya i, al mateix temps, la institució encarregada d'investigar els delictes polítics. Sobretot, però, la Stasi fou un instrument de vigilància i repressió del SED contra ciutadans crítics amb el sistema. Com deia el SED, la Stasi era "l'espasa i l'escut del partit". Fou fundada el 1950 i va ser responsable del control, del terror i de tortures contra la població civil de l'RDA i es va dissoldre el 13 de gener de 1990.Se l'ha descrit com una de les agències d'intel·ligència i policia secreta més efectives i repressives que hagi existit mai.
A l'Alemanya Oriental, hi havia un segon servei d'espionatge, el Militäraufklärung de l'exèrcit. El Departament Superior I de la Stasi, dedicada a la investigació dins de l'exèrcit, no depenia ni d'aquest servei ni de l'exèrcit en si.
La Stasi també va mantenir contactes, i de tant en tant va cooperar, amb terroristes occidentals.

## Història de la Stasi

### Precedents de la Stasi
El Ministeri de Seguretat Estatal es va fundar el 8 de febrer de 1950 a partir de dues institucions que la precedien.
- D'una banda, el Ministeri d'Interior i de Seguretat Nacional de l'URSS havia instal·lat a la zona d'ocupació soviètica d'Alemanya tota una sèrie d'organismes extensos i independents que es trobaven sota la direcció del cap militar soviètic Ivan A. Serov (Nicolai K. Kovaltxuk a partir de 1946).
- De l'altra, l'agost de 1946 es fundà l'Administració d'Interior alemanya, que havia unificat la policia política sota el nom de K5. Ben aviat es van encarregar al K5 les operacions secretes al país. Al principi (1946), el K5 tenia un personal d'uns 160 membres, però l'abril de 1948 ja en tenia 700.

### Stasi
Les bases per a la creació d'una policia secreta independent, les establí el Politburó del Partit Comunista de la Unió Soviètica amb l'acord per a crear "l'administració principal per a la protecció de l'economia popular". Amb aquest acord, Walter Ulbricht, Wilhelm Pieck i Otto Grotewohl es van imposar a l'opinió del ministre soviètic de Seguretat Estatal, Víctor S. Abakumov, qui estava preocupat per les reaccions que això podria comportar per part dels Aliats occidentals.
El 24 de gener de 1950 el Politburó del SED va constituir el Ministeri de Seguretat. Dos dies després, el govern de l'RDA també aconsellà mesures de "defensa contra el sabotatge". El Parlament de l'RDA va decidir el 8 de febrer de 1950 la creació del ministeri. Vuit dies després, Wilhelm Zaisser en va ser nomenat ministre, i Erich Mielke secretari d'estat (càrrec equivalent a viceministre).
Després que el ministeri "fracassés" a evitar la Sublevació del 17 de juny de 1953, el Ministeri de Seguretat es va convertir en la Secretaria de Seguretat Estatal, subordinada al Ministeri d'Interior. Tanmateix, el 24 de novembre de 1955 va tornar a convertir-se en ministeri. Fins al 1957 va ser ministre Ernst Wollweber, any que Walter Ulbricht el substituí pel fins llavors secretari Erich Mielke. Mielke va dirigir la cartera de Seguretat fins al 7 de novembre de 1989, dia que el consell de ministres va dimitir en bloc, dos dies abans de la caiguda del mur de Berlín.
El cas més espectacular en què la Stasi participà fou l'anomenat "escàndal Günter Guillaume". Guillaume era un espia de l'RDA que aconseguí arribar a ser una de les persones de confiança del canceller occidental Willy Brandt. Això sortí a la llum el 24 d'abril de 1974, i provocà la dimissió del canceller de l'RFA el 7 de maig del mateix any.

### Penes de mort
La pena de mort fou legal a l'RDA fins al 1987, però tot i això l'aplicació efectiva es feia amb secret màxim. Pel que se sap, l'Stasi va sol·licitar aquesta condemna per a 64 persones, que després van ser efectivament condemnades. Les execucions es duien a terme al centre de processament penal del carrer Alfred-Kästner-Straße de Leipzig. L'últim executat a l'RDA (1981) fou el doctor Werner Teske, un oficial de la mateixa Seguretat Estatal.

### Desaparició

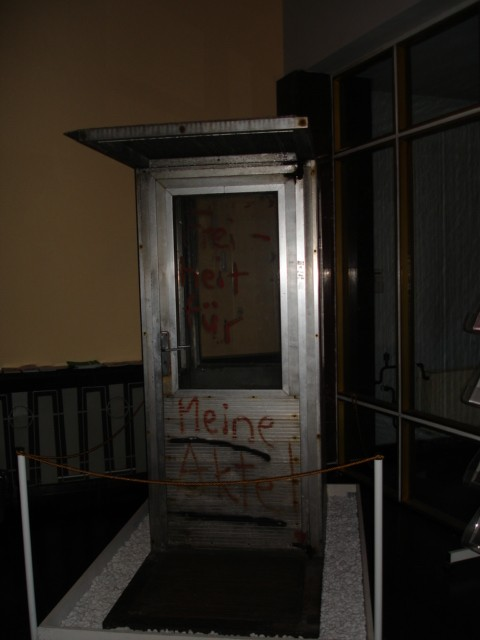
Post de guàrdia amb pintades "Llibertat per al meu expedient"

El 17 de novembre de 1989, la Cambra del Poble escollí un nou govern. El ministeri de Seguretat va ser reanomenat Oficina de Seguretat Nacional (Amt für Nationale Sicherheit), i passà a dirigir-lo la mà dreta de Mielke: Wolfgang Schwanitz. El matí del 4 de desembre de 1989, les oficines de la Stasi a Erfurt van ser assaltades per la ciutadania quan es va saber que es pretenia destruir tots els arxius. El vespre d'aquell mateix dia, també van ser assaltades pels ciutadans les oficines de Leipzig i Rostock. Poc després, van anar caient la resta d'oficines; finalment, el 15 de gener de 1990 va ser assaltada la central a Berlín Est. Durant l'ocupació popular, es van produir algunes situacions caòtiques i es van establir patrulles i comitès populars per a vigilar les instal·lacions, i evitar la destrucció de documents. Això va provocar que s'acabés dissolent la Stasi. El 14 de desembre de 1989, el consell de ministres va posar fi a la "nova" Oficina de Seguretat Nacional amb la creació de l'Oficina de Protecció de la Constitució (Verfassungsschutz) així com d'un Servei d'Intel·ligència (Nachrichtendienst), seguint el model existent a la República Federal d'Alemanya. Aquesta decisió va provocar noves protestes dels ciutadans, i finalment el govern oriental va desistir el 13 de gener de 1990, dos dies abans que l'última seu de la Stasi, Berlín Est, caigués.
Posteriorment, el govern de transició va dissoldre els departaments d'espionatge a l'estranger de la Stasi, que havien estat dirigits per Markus Wolf de 1955 a 1986. Tot i que la major part dels arxius d'aquesta secció de la Stasi van ser destruïts, la CIA va aconseguir per mitjans poc clars les anomenades Actes Rosenholz, que contenien, entre altres coses, una llista completa amb els noms i cognoms de tots els espies de la Stasi que treballaven a l'Alemanya Occidental.
El 29 de desembre de 1991 va entrar en vigor la Llei de documentació de la Stasi (Stasi-Unterlagen-Gesetz), gràcies al suport majoritari del Bundestag. L'objecte de la llei és la desclassificació de tots els arxius de l'antiga Stasi, permetent així que qualsevol persona pugui consultar l'expedient que el Ministeri de Seguretat havia elaborat sobre ella. Per primera vegada ciutadans civils han tingut accés als arxius que un servei secret n'ha confeccionat. Es va crear, a més, una institució que vetlla perquè tot això es pugui dur a terme: l'Oficina Federal per a la Documentació del Servei de Seguretat Estatal de l'antiga RDA (Amt des Bundesbeauftragten für die Unterlagen des Staatssicherheitsdienstes der ehemaligen DDR), col·loquialment anomenada Oficina Gauck o Oficina Bithler segons els diferents directors que ha tingut.

## Estructura

### Base legal i tasques de la Stasi
La base legal per a les activitats del Ministeri eren:
- Llei de creació d'un Ministeri de Seguretat Estatal.
- Estatuts de la Secretaria de Seguretat Estatal (1953) i els Estatuts del Ministeri de Seguretat Estatal (1969), que els sotmetien a secret estricte i que els atorgaven l'autorització del govern i del Consell de Defensa nacional per a funcionar.
- Codi processal penal i la Llei de la Policia de 1968, el paràgraf 20 de la qual concedia als membres de l'Stasi autoritat policial.

Tanmateix, l'Stasi també es movia fora d'aquest marc legal i moltes vegades va actuar contra les garanties constitucionals recollides a la carta magna de l'RDA.
El Politburó del SED va assignar el 23 de setembre de 1953 als serveis secrets de l'RDA les següents tasques:
- Feines d'intel·ligència a l'RFA i a Berlín Oest, amb l'objectiu d'infiltrar-se en totes les institucions occidentals clau (Govern de Bonn, indústria, investigació científica, etc.)
- Espionatge actiu mitjançant la infiltració d'informadors en totes les àrees importants de la vida pública de l'RDA.
- Control de les grans organitzacions autoritzades pel govern, com ara l'Agrupació de Dones d'Alemanya i l'Agrupació de Joves.
- Desmoralitzar i dividir l'Església i les associacions juvenils i cercles intel·lectuals i dissidents associats.
- Control dels mateixos ciutadans de l'RDA, malgrat no respectar els seus drets civils. En el llenguatge oficial, aquesta tasca s'anomenava "descobriment i neutralització d'activitats corruptores enemigues". Això incloïa l'espionatge de l'oposició i dels dissidents, la censura i la repressió de la llibertat d'opinió.
- Protecció integral del càrrecs importants del partit.
- Assegurar la col·laboració dels organismes de seguretat amb la policia.

### Abast de la Stasi
Es calcula que l'any 1989 treballaven directament per a la Stasi unes 91.000 persones. Com que la institució era "escut i espasa del partit", la gran majoria dels funcionaris eren membres, al mateix temps, del partit. Les directrives i ordres dels treballadors sorgien directament de la cúpula del SED, malgrat que el partit mai no va responsabilitzar-se de les accions de la Stasi, ni després de la reunificació alemanya, quan el partit va transformar-se en die Linkspartei (PDS).
El Ministeri de Seguretat pertanyia, és clar, al govern de l'RDA; tot amb tot, tenia una funcionament intern propi, com qualsevol servei secret. Tenia, endemés, més de 100.000 "col·laboradors no oficials", que duien a terme tasques de sabotatge i espionatge.
Les xifres esmentades mostren que, tenint en compte que hi havia uns 200.000 treballadors i que a les dues Alemanyes hi vivien uns vuitanta milions de persones, un de cada 400 ciutadans treballava per a l'Stasi. Si se'n descompten els infants i les persones d'edat avançada (18-80 anys), hi havia un espia per cada 200-300 habitants. Tanmateix, les dades específiques de l'RDA (140.000 espies de l'Stasi i setze milions d'habitants) indiquen que devia haver-hi un espia per a cada 50 ciutadans orientals d'entre 18 i 80 anys, és a dir, un 2% de la població de l'RDA. Molts dels treballadors de l'Stasi eren policies, funcionaris i militars, però també hi havia moltes persones corrents que li facilitaven informació.
Al moment de la caiguda del comunisme, hi havia 1.500 espies actius a l'RFA, especialment fora de Berlín Oest, com va demostrar la valoració pública de les Actes Rosenholz el març de 2004. La quantitat d'informadors no oficials establerts a l'RFA es va xifrar en 20.000.
L'aparició a les actes com a col·laborador no oficial només és un possible indici d'haver treballat per a la Stasi. Les anotacions que hi ha a les fitxes d'un ciutadà de vegades només deixen entreveure que va haver-hi contactes amb el Ministeri, però això no implica necessàriament que aquesta persona acabés realment treballant per a la Stasi. Altres persones potser sí que van col·laborar-hi, però part dels documents del servei secret van ser destruïts abans que la gent n'assaltés les oficines.

### Col·laboradors no oficials
Els col·laboradors no oficials era una persona que facilitava informacions a la Stasi tot i no ser-ne oficialment un treballador. El Ministeri de Seguretat va reclutar més de 100.000 persones de tots els grups socials. Aquesta xarxa de col·laboradors era un element fundamental de l'espionatge de l'Alemanya Oriental, ja que s'obria la possibilitat de controlar cercles de persones que no podrien haver estat observats pels funcionaris recognoscibles de la Stasi. Quan es van fer públics els arxius de la Stasi durant la reunificació, va sortir a la llum el nom de molts d'aquests col·laboradors no oficials, cosa que provocà moltes tragèdies personals.
Les informacions eren, principalment, informes sobre el comportament de persones properes, tant del lloc de treball com de la vida personal de l'informador, incloent-hi molt sovint observacions sobre amics íntims i membres de la pròpia família. Alguns dels treballadors ho feien per convicció política, però molts ho feien per obtenir beneficis del govern (reducció de la llista d'espera per a obtenir un cotxe, per aconseguir un ascens laboral, etc.) o fins i tot sota amenaça.
Les informacions d'aquests col·laboradors van permetre reunir més de sis milions d'expedients sobre un nombre igual de persones. Quan el Bundestag permeté als ciutadans de llegir l'expedient que l'Stasi tenia sobre un mateix, es cregué que es provocaria una onada de linxaments, perquè molta gent se sentí ferida en saber que amics íntims o familiars els havien denunciat. Tanmateix, això no ocorregué, encara que sí que hi hagué molts drames personals. Alguns, però, posen en dubte la veridicitat dels expedients, perquè és molt possible que alguns col·laboradors denunciessin persones innocents properes només per odi o enveja.

### Organització de la Stasi
L'Stasi estava dividida en diversos departaments principals, subdepartaments i grups de treball que es mantenien en contacte estret. Als departaments principals se'ls anomenava amb xifres romanes i tenia un camp d'acció concret i delimitat en què desenvolupaven tasques de vigilància, protecció o espionatge.
Hi havia una delegació a cada ciutat sense districte i a cada districte. La seu central del Ministeri es trobava a Berlín Est, al barri de Lichtenberg.
- Ministre de Seguretat Estatal
  - Departament 26 - Vigilància telefònica
  - Departament d'armes i productes químics (BCD)
  - Departament de finances
  - Departament d'informació - Contrastació de la informació i mitjans de comunicació
  - Departament X - Connexions internacionals
  - Departament XI - Servei de codis secrets
  - Departament XIV - Cos d'investigació policial i processament penal
  - Grup de treball de coordinació comercial (AG BKK)
  - Grup de treball ministerial (AGM) - Protecció i mobilitat
    - AGM/U: Unitats especials
    - AGM/S: Operacions militars especials (el 1989 subordinat al Dpmt. XXII)
    - Regiment de vigilància de Berlín "Feliks Dzierzynski"

  - AG E: Grup de treball E (depenent del lloctinent del ministre, el general Mittig)
  - Grup de treball XVII - Oficines al Berlín Oest
  - Oficina de direcció (BdL) - Seguretat interna de l'Stasi
  - Oficina de direcció central de l'equip esportiu Dynamo
  - Departament Principal I (HA I) - Exèrcit i tropes frontereres
  - Departament Principal II (HA II) - Contraespionatge
    - Departament M - Control postal

  - Departament Principal III (HA III) - Comunicacions radiofòniques
  - Departament Principal VI (HA VI) - Control de passaports, turistes i hotels
  - Departament Principal VII (HA VII) - Talps en el Ministeri d'Interior i a la policia
  - Departament Principal VIII (HA VIII) - Observació i informació
  - Departament Principal IX (HA IX) - Organisme d'investigació
    - Departament Principal IX/11 - Investigació de crims nazis i crims de guerra

  - Departament Principal XIX (HA XIX) - Trànsit, correus, mitjans de comunicació
  - Departament Principal XVIII (HA XVIII) - Economia nacional
  - Departament Principal XX (HA XX) - Aparell de l'estat, cultura, religió i clandestinitat
  - Departament Principal XXII (HA XXII) - Antiterrorisme
  - Departament Principal de protecció de persones (HA PS)
  - Departament Principal de formació i planter (HA KuSch)
    - Escola universitària jurídica del Ministeri de Seguretat
    - Servei mèdic central (ZMD)

  - Sector tècnic operatiu (OTS)
  - Administració dels serveis de suport (VRD)
  - Grup de treball central de protecció de la confidencialitat (ZAGG)
  - Grup central d'informació i la seva valoració (ZAIG)
    - Departament XII - Informació i arxius centrals
    - Departament XIII - Estació informatitzada central
    - Departament jurídic

  - Grup central de coordinació (ZKG) - Lluita contra l'emigració i la fuga
  - Centre major d'operacions (ZOS)
- Administració central d'informació (HVA) - Espionatge a l'estranger

### Seu central a Berlín Est

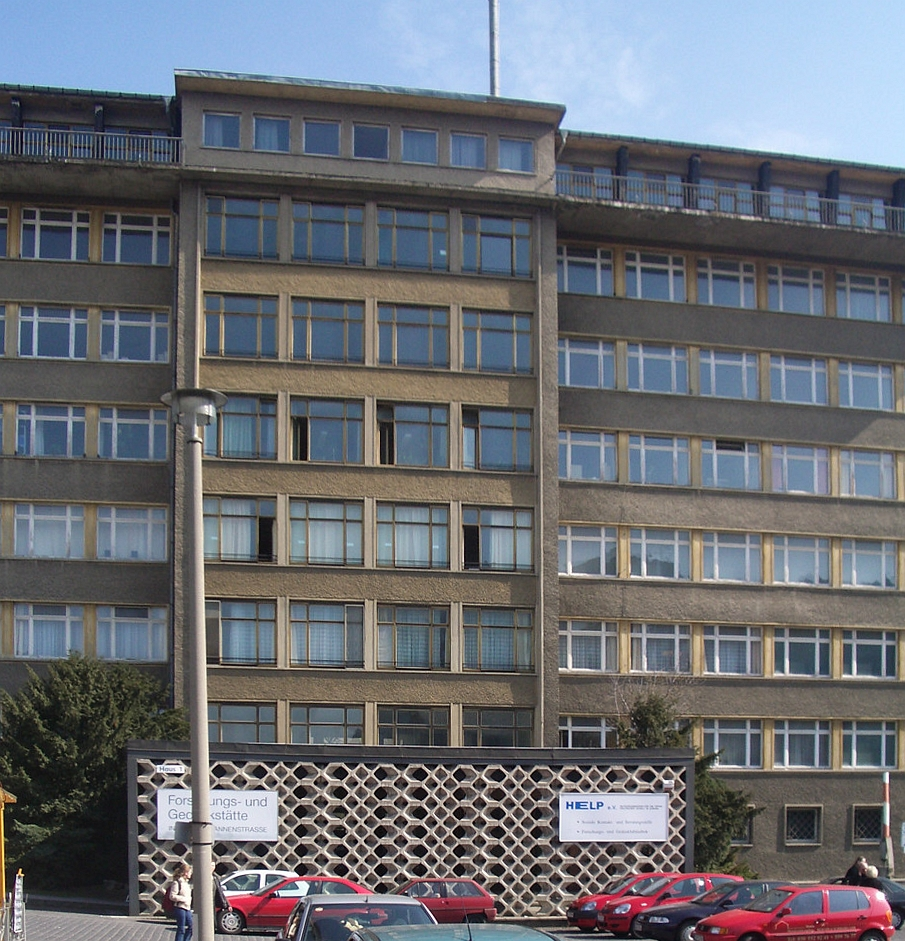
Seu de les oficines del Ministeri de Seguretat Estatal

Només la central del Ministeri a Berlín ocupava tot un bloc de pisos, situat a l'avinguda Frankfurter Allee, i tenia un edifici annex, el complex Gotlindestraße. L'edifici principal, imponent i enorme, era la seu dels despatxos del ministre Erich Mielke i dels seus col·laboradors i secretaris.
Convertida en museu des de l'any 1990, avui dia és possible visitar els despatxos del ministre així com diferents exposicions sobre la història de l'RDA, i en especial sobre la Stasi.